# Султанова, Светлана Талгатовна
Светлана Талгатовна Султанова (9.8.1967, Уфа — 2.4.1992, Москва, похоронена в Уфе) — советская пятиборка.
Чемпионка СССР (1991), обладательница Кубка Европы (1990), серебряный призёр командного чемпионата СССР (1990, в составе команды Профсоюзы — 1, вместе с Елена Городкова, Светлана Краснова), победительница открытого чемпионата Венгрии (1988) в личном зачёте.
Воспитанница ДЮСШ спортивного комбината «Нефтяник» (тренер —Е. В. Зонтов), в 1984—92 выступала за спортивную школу олимпийского резерва по современному пятиборью и спортивный клуб «Буревестник» (тренер — В. С. Голиванов).